# Hornsundtind
Hornsundtind je 1431 m n. m. vysoká hora v norském souostroví Špicberky v Severním ledovém oceánu. Nachází se v jižní části ostrova Západní Špicberk, jižně od fjordu Hornsund.